# Viliam Vidumský
Viliam Vidumský (* 15. prosince 1965 Stropkov) je bývalý slovenský fotbalový obránce. Po skončení aktivní kariéry působí jako trenér v nižších soutěžích.

## Fotbalová kariéra
Odchovanec Tesly Stropkov hrál za Plastiku Nitra, Tatran Prešov, Boby Brno (dobový název Zbrojovky) a Lokomotívu Košice. V československé a české lize nastoupil ke 204 utkáním a dal 6 gólů. V Poháru UEFA nastoupil k 2 utkáním. V roce 1994 reprezentoval Slovensko. Vítěz Slovenského a finalista Československého poháru v roce 1992.